# Westfield (East Sussex)
Westfield is een civil parish in het bestuurlijke gebied Rother, in het Engelse graafschap East Sussex met 2583 inwoners.